# Episodi di Wildfire (quarta stagione)
La quarta stagione della serie televisiva Wildfire è stata trasmessa negli Stati Uniti da ABC Family dal 21 gennaio 2008 al 26 maggio 2008.
In Italia, la serie è stata trasmessa in prima visione da Italia 1 dal 14 novembre 2008 al 2 dicembre 2008 alle ore 15:55.
| nº | Titolo originale           | Titolo italiano        | Prima TV USA     | Prima TV Italia  |
| -- | -------------------------- | ---------------------- | ---------------- | ---------------- |
| 1  | The More Things Change (1) | Le cose cambiano (1)   | 21 gennaio 2008  | 14 novembre 2008 |
| 2  | The More Things Change (2) | Le cose cambiano (2)   | 28 gennaio 2008  | 17 novembre 2008 |
| 3  | Calm                       | Terapia dell'amore     | 4 febbraio 2008  | 18 novembre 2008 |
| 4  | Flames                     | Salviamo Flame         | 11 febbraio 2008 | 19 novembre 2008 |
| 5  | The Friend                 | Il matrimonio          | 18 febbraio 2008 | 20 novembre 2008 |
| 6  | Friendship/Passion         | Amicizia e passioni    | 25 febbraio 2008 | 21 novembre 2008 |
| 7  | Commitment Issues          | Questione d'impegno    | 3 marzo 2008     | 24 novembre 2008 |
| 8  | Life's Too Short           | La vita è troppo breve | 10 marzo 2008    | 25 novembre 2008 |
| 9  | Vows                       | Giuramento             | 28 aprile 2008   | 26 novembre 2008 |
| 10 | The Comeback               | Il ritorno             | 5 maggio 2008    | 27 novembre 2008 |
| 11 | Being Mrs. Junior          | Diventare una Davis    | 12 maggio 2008   | 28 novembre 2008 |
| 12 | The Ties that Bind (1)     | La corsa più bella (1) | 19 maggio 2008   | 1º dicembre 2008 |
| 13 | The Ties that Bind (2)     | La corsa più bella (2) | 26 maggio 2008   | 2 dicembre 2008  |

## Le cose cambiano (1)
- Titolo originale: The More Things Change (1)
- Diretto da: Bradford May
- Scritto da: Sandy Isaac

### Trama
Kris e Dani scappano entrambe di casa. Junior e Matt cercano di inseguirle, ma Junior incontra Laura che ha bisogno d'aiuto per montare una gomma e Matt viene fermato da alcune mucche. Dani incontra Kris che le chiede cosa fa lì e dopo aver parlato Dani decide di portare Kris alla fermata  dell'autobus. Dani è visibilmente sconvolta e corre troppo forte. Incontrano anche loro delle mucche che attraversano la strada, Dani perde il controllo della vettura e Kris riesce a svoltare ed evita le mucche. Dani la ringrazia e le due (strano ma vero) si abbracciano.
Sei mesi dopo, Dani ha aperto una clinica veterinaria, Kris è fuggita in Colorado e guadagna con le corse clandestine, Junior è fidanzato con Laura e Matt e Jean hanno aperto un agriturismo invece della scuderia.
Torna Jesse, lo zio di Matt e gli mostra una foto di Kris, che lui non vede da sei mesi. Junior decide di chiedere a Laura di sposarlo e Matt parte per il Colorado. Kris non lo vuole vedere, lui le chiede di tornare almeno per Wildfire, che sta avendo dei pessimi risultati e sua madre vuole ritirarlo dalle corse.
Kris non vuole e lo manda via.
Dani vuole assumere un dottore famoso per la sua clinica, ma un giovane assistente di questo dottore vuole essere assunto al suo posto.
Ken Davis dà una festa in onore di Junior e Laura, nella quale Junior dovrebbe chiederle di sposarlo.
Junior è nervoso e va nella stalla a ripassare il discorso e sente dei rumori nel box di Wildfire. Ci trova Kris e entrambi rimangono stupiti, come per dire "ciao".

## Le cose cambiano (2)
- Titolo originale: The More Things Change (2)
- Diretto da: Bradford May
- Scritto da: Sandy Isaac

### Trama
Kriss ritorna con l'intenzione di assistere solo alla gara di Wildfire, ma durante la gara Wildfire si fa male e preoccupata Kris si avvicina a lui facendosi scoprire.
Tutti sono sorpresi del suo ritorno tranne Junior che l'aveva già incontrata, ma l'occasione fa sì che l'attenzione si sposti su Wildfire il quale rischia di essere soppresso.
Grazie all'intervento di Kris, ma soprattutto grazie all'intervento del veterinario che Dany non aveva voluto assumere prima, Noah, Wildfire si salva.
Kris allora decide di rimanere, ma solo per la convalescenza di Wildfire.
Matt alla fine capisce che lei non è tornata per lui ma per Wildfire.
Dany assume il veterinario che ha curato Wildfire e inizia un rapporto di amicizia con Kriss ospitandola nella sua clinica.
Junior con una scusa fa in modo che la sua fidanzata Laura lo raggiunga nel posto dove si sono incontrati per la prima volta e fra lo stupore di tutti le chiede di sposarlo e lei naturalmente accetta.
La puntata si chiude con molti interrogativi riguardanti Kris, la vera fine della storia tra Matt e Kris e la curiosità per il matrimonio di Junior.

## Terapia dell'amore
- Titolo originale: Calm
- Diretto da: Shawn Piller
- Scritto da: Christopher Teague, Michael Piller

### Trama
Kris si prende cura di Wildfire, dopo l'incidente subìto che lo vede ferito ad una zampa, anche quando quest'ultimo viene trasferito dai Davis alla Raintree. Qui la ragazza si scontra con la freddezza di Pablo e Jean, non ancora contenti e pronti a riaverla con loro. Kris vuole partire a tutti i costi ma Dany e il dottore la convincono a rimanere come assistente al Centro Equino di Dany. Nel frattempo Junior incontra il suo vecchio compagno delle superiori e scopre che gli servono dei soldi per produrre un sistema di energia alternativa: chiede i soldi necessari al padre ma lui rifiuta. Allora ne parla con Laura, la quale invece si dimostra pronta a fidarsi di lui. Malgrado sia molto titubante, Kris decide di restare per assicurarsi che Wildfire guarisca del tutto: stupendo tutti e confermando quanto la ragazza sia importante per la sua guarigione, Wildfire salta la staccionata e raggiunge Kris appena arrivata alla Raintree con il dottore.